# 北上夜曲
北上夜曲（きたかみやきょく）は1941年の楽曲である。別名、「北上川の初恋」。

## 概要
1940年12月に当時水沢農学校の生徒だった菊地規（1923年 - 1989年）が作詞を担当、翌年2月に当時旧制八戸中学校の生徒だった安藤睦夫（1924年 - 2007年）は菊地から歌詞を贈られ、曲を付けた。その関係は同じ下宿で過ごしていた仲間で、岩手県出身だった。安藤は試験勉強がおろそかになり、留年の危機となった。作詞した当初、曲名は「北上川のささやき」だったが、当時流行していた「蘇州夜曲」を真似て「北上夜曲」と改名された。
楽曲が誕生した後、二人は共に教師の道を歩むことになる。教師となった作者から口伝えで子供たちにこの曲が伝わり、戦時中も岩手県内でひっそりと歌われ続けていた。戦後になって歌声喫茶がブームとなり、1955年〜56年頃から新宿の歌声喫茶や歌声酒場で作者不詳の曲として「北上川の初恋」の曲名で歌われ始めた。
録音第一号は、1961年1月22日にサンキョー・レコードからソノシートとして発売されたものである。続いて日本グラモフォンから高城丈二が歌ったものがレコード化された。同年、週刊誌『サンデー毎日』2月12日号が作者不明の愛唱歌として紹介、これに対して作曲を担当した安藤が「（掲載された）歌詞の一部に誤りがある」と投書して名乗りを上げ、その年ダークダックス（キングレコード）、多摩幸子&和田弘とマヒナスターズ（ビクター）、菅原都々子（テイチク）の競作で発売、さらには東芝からは歌声喫茶の実況盤のLPも発売され、当時日本の歌謡界を席巻していたリバイバルブームに乗じてヒット曲となった。1961年当時レコードとして特にヒットしたのはダークダックス盤と多摩幸子&和田弘とマヒナスターズ盤で、最もヒットしたのはダークダックス盤であったとされる。
この曲がヒットしている最中、当時大学生の女性作曲家が、メロディについて自作と主張し証拠物を日本音楽著作権協会に提出したが、安藤の作曲時期のほうが早い点などを考慮し、4月20日に協会は安藤を正式の作曲者として確認した。
映画化も複数され、日活『北上夜曲』5月21日、大映『北上川の初恋』5月24日、新東宝『北上川悲歌』5月31日、ダークダックスのものは川地民夫・松原智恵子出演の日活映画で主題歌として使用され、菅原都々子のものは新東宝の主題歌として使用された。
2023年現在までに、曲として最もヒットしたのは多摩幸子&和田弘とマヒナスターズのものである。1970年には、多摩幸子&和田弘とマヒナスターズ盤の売上が200万枚を突破した。
『ふるさとチャイム』東北新幹線・北上駅到着時の車内チャイムに採用された。（1982年の開業から1991年までの使用）
1974年に北上市が歌碑を建立、1982年に展勝地レストハウスに移転する。
1987年10月10日から2011年まで「北上夜曲歌唱コンクール全国大会」を開催した。

## 「発祥の地」について
上記概要にもあるように、歌詞は菊地が水沢農学校の生徒だった時に手掛けた。菊地は江刺郡田原村原体（現・岩手県奥州市江刺田原の原体地区）の実家から、北上川にかかる小谷木橋（こやぎはし）を渡り、通学していた。一時期は江刺愛宕（おだき）の下川原地区の下宿に住んでいたこともあり、北上川河畔に位置する下川原から学校まで北上川沿いが通学路だったと思われる。
このことから、主に奥州市江刺や水沢にかけての北上川流域一帯の情景や青春時代の情熱が歌詞のモチーフになったと思われる。
しかし曲名の「北上」が、同じ岩手県の北上川流域の都市北上市の市名と同じであり、さらに上記概要の後段に記載のとおり観光名所展勝地の歌碑、新幹線の車内チャイム、歌唱コンクールの存在などによって、「北上市が北上夜曲の発祥の地」と広く認識されている節がある。北上市の市名は1954年4月の昭和の大合併時に新規に付けられたもので、菊地の作詞はそれよりも前の1940年12月である。
菊地が青春時代を過ごし、歌詞のモチーフとなった奥州市内には桜木橋の江刺側と、小谷木橋（現・新小谷木橋）近くの北上川河川敷内（水沢リバーサイドゴルフ場隣接地）の2カ所に「発祥の地」と位置付けた歌碑（詩碑）がある。